# Melting Millions (serial cinematografico)
Melting Millions è un serial cinematografico del 1927 diretto da Spencer Gordon Bennet, probabilmente andato perduto.

## Episodi
1. A Shot in the Dark, distribuito il 10 aprile 1927
2. Perilous Waters, distribuito il 17 aprile 1927
3. The Fatal Attack, distribuito il 24 aprile 1927
4. The Heiress of Craghaven, distribuito il 1 maggio 1927
5. The Hidden Harbor, distribuito il 8 maggio 1927
6. A Strange Voyage, distribuito il 15 maggio 1927
7. The Mysterious Prisoner, distribuito il 22 maggio 1927
8. The Impostor, distribuito il 29 maggio 1927
9. The Spy, distribuito il 5 giugno 1927
10. Exposed, distribuito il 12 giugno 1927